# Celebration (album)
Celebration je treća kompilacija najvećih hitova američke pjevačice Madonne, i zadnje izdanje pod ugovorom s Warner Bros. Recordsom, diskografskom kućom s kojom je vezana od 1982. Prethodile su joj dvije kompilacije, The Immaculate Collection (1990) i GHV2 (2001). Objevljena je 18. rujna 2009., a prikazuje Madonnin 25-godišnji rad. Album je izdan u mnogo formata, uključujući jednostuko standardno izdanje i dvostruko deluxe izdanje. Kao pratnja je izdan videoalbum Celebration – The Video Collection. Album uključuje tri nove pjesme: "Celebration", "Revolver" i bonus pjesmu na nekim izdanjima "It's So Cool".
Celebration je prihvaćen od stane kritičara koji su komentirali raznolikost i prostranstvo Madonnine karijere. Album je debitirao na vrhu ljestvica u Belgiji, Kanadi, Irskoj, Italiji, Meksiku i Ujedinjenom Kraljevstvu. Madonna se izjednačila s Elvisom Presleyjem kao solo izvođač s najviše albuma na prvom mjestu britanske top liste, iako ovaj rezultat uključuje i filmsku glazbu Evita na kojoj su uključeni i drugi umjetnici. Na američkoj Billboard 200 je album debitirao na sedmom mjestu. U ostalim zemljama je debitirao u Top 10. Naslovna pjesma je bila prvi singl s albuma i Madonnin četrdeseti broj jedan na Billboard Hot Dance Club Play ljestvici. "Revolver" je bio drugi singl s albuma, ali nije napravio značajniji komercijalni uspjeh.

## Pozadina
Madonnina glasnogovornica Liz Rosenberg je 18. ožujka 2009. iznijela plan o izlasku kompilacije najvećih hitova i to za rujan 2009. Uz to je rekla i za Madonnin odlazak u studio i snimanje novih pjesama. Sljedećeg dana je Madonnin menadžer upitao fanove na internetskoj stranici Twitter o popisu pjesama koje bi se našle na kompilaciji. Kasnije je i potvrđeno da je Madonna napisala nove 3 pjesme, a da je Paul Oakenfold producirao dvije. On je za časopis Attitude potvrdio da su nazivi dvije pjesme "Broken (I'm Sorry)" i "Celebrate", te napomenio da su pjesme klasične Madonnine ali s modernim zvukom. Madonnina službena internetska stranica je potvrdila 26. kolovoza da će se na albumu naći pjesma "Revolver" koja ugošćuje repera Lil Waynea.
Španjolska internetska stranica MSN je objavila da će se kompilacija naći u prodaji 22. rujna 2009. Ali 22. srpnja 2009. je Warner Bros. službeno objavio 28. rujna kao dan izlaska kompilacije i potvrdio ime kompilacije Celebration.
Kompilacija će se moći naći u obliku dvostrukog ali jednog CD-a. Pjesme su birali Madonna i fanovi i pokrivaju cijelu Madonninu karijeru. Uz album je izdano i DVD izdanje s najboljim video spotovima nazvano Celebration – The Video Collection. DVD sadrži 47 glazbenih videa kroz cijelu Madonninu karijeru. Po prvi puta će se na nekoj Madonninoj kompilaciji glazbenih video moći vidjeti "Justify My Love".
Celebration se mogao naručiti na iTunes 1. rujna 2009. Mogući su formati kao standardna verzija (1CD) i deluxe verzija (2CD), ali i premijum verzija koja je isključivo na iTunesima bila dostupna a sadrži novu pjesmu "It's So Cool".

## Recenzije albuma
Sarah Crompton iz The Daily Telegraph je dodijelila albumu četiri zvjezdice te rekla: "Madonnin 'Celebration' pokazuje kako Madona konstantno donosi dobru glazbu s pjesmama poput 'Music', 'Ray of Light', 'Frozen' i 'Don't Tell Me'." Eric Henderson iz Slant Magazine također je dodijelio kompilaciji četiri zvjezdice te je komentirao: "ono što Madonna i njezini fanovi slave ovim izdanjem je teški dokaz da Madonnino stvaralaštvo je sada neizmjerno i toliko raznoliko da može izdati giganta, dva CD-a najvećih hitova s 36 pjesama." Allmusic je hvalio album: "kompilacija živi u skladu s nazivom - to je zasigurno slavlje Madonnine karijere koja uključuje neke od najslavnijih i najuzbudljivijih djela pop glazbe ikada skladanih." Također su komentrali i dvostuko izdanje: "dvostuko izdanje s 34 pjesme je bilo laše napraviti nego jednostruko izdanje s 18 pjesama." Rob Sheffield iz časopisa Rolling Stone kaže: "'Celebration dolazi kao pravo ushićenje i ne pušta. To je vrtoglavi, ne kronološki put kroz Madonne galazbene godine, godine koje vas čine sretnima što ste ih proživjeli. Njezin stvaralački um je neusporediv i velik." Lean Greenblatt iz Entertainment Weekly komentira kako album "začuđujuće dobro prolazi", dok Bill Lamb iz About.com komentira Madonninu cjelovitost karijere: "Dok slušate svih 36 pjesama s albuma 'Celebration', jedan od najupečatljivijih atributa albuma je zasigurno impresivna konzistencija i kontinuitet u glazbenoj kvaliteti koju Madonna već stvara 25 godina. [...] Ove pjesme pripadaju svakom ozbiljnijem pop katalogu." The Guardian je dao raznolike komentare, pa tako kaže: "'Celebration' zvuči kao da se nalazi u stražnjem dijelu taksija u 3 ujutro dok joj zvoni u ušima i dok povraća u torbicu."
Otvoreni radio je dodijelio negativnu kritiku albumu: "Kraljica popa Madonna još uvijek nije dostojna složiti poštenu kompilaciju, iako ima podosta drugih razloga za svoj "Celebration" - treće službeno izdanje 'najboljeg od najboljeg'. [...] Osim kronološke nedosljednosti i strukturne nelogičnosti, kompilaciji nedostaju klasici devedesetih poput "Human Nature", "Rain", "Deeper And Deeper" koje su izbačene u korist loših naslovnih pjesama još lošijih filmova kojih je dosad izbrojala čak 24." SoundGuardian je dodijelio četiri zvjezdice, te kaže: "O kvaliteti pjesama na kompilaciji nije potrebno previše raspravljati, budući da je stvarno riječ o pjesmama koje su „promijenile svijet“ i definirale Madonnu i njezinu karijeru. Celebration je zbirka hitova koja nenaglašeno označava još jednu prekretnicu u Madonninoj karijeri, koja je već odavno zacrtala standarde s kojima se teško nosi njezina današnja konkurencija."

## Komercijalni uspjeh
U Sjedinjenim Državama je Celebration debitirao na sedmom mjestu s 72.000 prodanih primjeraka. RIAA je albumu 23. studenog 2009. dodijelila zlatnu certifikaciju za distribuciju 250.000 primjeraka albuma (jer se u SAD-u dvostruki album računa kao dva albuma). U travnju 2010. je prodaja albuma porasla zahvaljujući izdavanja albuma The Power of Madonna koji je snimila ekipa TV serije Glee. Album je ponovno ušao na Billboard 200 na 85. mjesto s prodanih 6.000 primjeraka. U Kandi je album debitirao na prvom mjestu Canadian Albums Chart s prodanih 17.000 primjeraka. U Australiji i Novom Zelandu je debitirao na šestom odnosno drugom mjestu, te dobio zlatnu certifikaciju za prodanih 35.000 odnosno 7.500 primjeraka.
Celebration je debitirao na prvom mjestu Irish Albums Chart i UK Albums Chart, čime se izjednačila s Elvisom Presleyjem kao solo izvođač s najviše broj jedan albuma na britanskoj ljestvici albuma. Taj broj od jedanaest albuma uključuje i Madonninu filmsku glazbu Evita. Album je zaradio platinastu certifikaciju za prodanih 300.000 kopija, a prodaja albuma do kraja 2010. godine se popela na 435.000 primjeraka. Album je dospio na vrh ljestvica u Kanadi, Meksiku i europskim državama poput Belgije (Flandrije), Danske, Njemačke, Irske, Italije i Ujedinjenog Kraljevstva. U Top 10 je debitirao u Finskoj, Nizozemskoj, Norveškoj, Portugalu, Španjolskoj, Švedskoj i Švicarskoj. Na prvom mjestu je debitirao i na europskoj Billboard European Top 100 Albums, zadržao se na vrhu četiri uzastopna tjedna, te dobio platinastu certifikacijua za prodanih 1.000.000 primjeraka albuma. Pjesma "It's So Cool" je debitirala na službenoj ljestvici u Finskoj, Italiji i Švedskoj na pozicijama 8, 20 i 30, zbog snažnog downloada.

## Singlovi
"Celebration" je prvi singl s kompilacije. Dijelovi pjesme su prije objavljivanja bili ukuljućeni na Sticky & Sweet Tour 2009. i mogu se čuti za vrijeme izvedbe "Holiday". Pjesma je premijerno puštena na radiju 28. srpnja 2009. Singl se prvo trebao objaviti 3. kolovoza ali je zbog procurivanja na internet taj datum pomaknut na 31. srpnja 2009. Remixi pjesme su izdani 24. srpnja u klubovima. Glazbeni se video za pjesmu počeo snimati 18. srpnja u Milanu. Fanovi su imali priliku glumiti sami sebe (Madonnine fanove) u spotu. Pjesma se popela na vrh ljestvica u Finskoj, Italiji i Švedskoj, dok je u Top 10 ušla u ostatku Europe. Ovo je bio 55. Madonnin ulaz na Billboardovu Hot 100 ljestvicu, i 40. broj 1 na Dance Club ljestvici.
"Revolver" je pjesma koja je izdana kao drugi singl s albuma. U UK je izdana 14. prosinca 2009. dok se u ostatku svijeta objavljuje 29. prosinca 2009. u digitalnom oblikum, a u siječnju 2010. kao CD singl. Singl verzija je "Madonna vs. David Guetta One Love Remix". Kritičari su dali raznolike komentare. Dok su jedni hvalili refren "My love’s a revolver", drugi su bili mišljenja da pjesma ne može ići uz ostale Madonnine hitove. "Revolver" je dospio na niže dijelove ljestvica u Belgiji, Kanadi, Finskoj i Ujedinjenom Kraljevstvu, dok je u Sjedinjenim Državama dospio na 4. mjesto Billboard Hot Dance Club Play. Ovo je bio Madonnin zadnji singl u 2000-ima.

## Popis pjesama

### Dvostruki CD i Digitalna Deluxe verzija
| 1.  | »Hung Up«                                       | Madonna, Stuart Price, Benny Andersson, Björn Ulvaeus                                | Madonna, S. Price               | 5:38 |
| 2.  | »Music«                                         | Madonna, Mirwais Ahmadzaï                                                            | Madonna, M. Ahmadzaï            | 3:46 |
| 3.  | »Vogue«                                         | Madonna, Shep Pettibone                                                              | Madonna, S. Pettibone           | 5:16 |
| 4.  | »4 Minutes« (ft. Justin Timberlake & Timbaland) | Madonna, Timbaland, Justin Timberlake, Danja                                         | Timbaland, J. Timberlake, Danja | 3:10 |
| 5.  | »Holiday«                                       | Curtis Hudson, Lisa Stevens                                                          | John Benitez                    | 6:08 |
| 6.  | »Everybody«                                     | Madonna                                                                              | Mark Kamins                     | 4:11 |
| 7.  | »Like a Virgin«                                 | Tom Kelly, Billy Steinberg                                                           | Nile Rodgers                    | 3:10 |
| 8.  | »Into the Groove«                               | Madonna, Stephae Bray                                                                | Madonna, S. Bray                | 4:45 |
| 9.  | »Like a Prayer«                                 | Madonna, Patrick Leonard                                                             | Madonna, P. Leonard             | 5:43 |
| 10. | »Ray of Light«                                  | Madonna, William Orbit, Clive Muldoon, Dave Curtis, Christine Leach                  | Madonna, W. Orbit               | 4:34 |
| 11. | »Sorry«                                         | Madonna, S. Price                                                                    | Madonna, S. Price               | 3:59 |
| 12. | »Express Yourself«                              | Madonna, S. Bray                                                                     | Madonna, S. Bray                | 4:00 |
| 13. | »Open Your Heart«                               | Madonna, Gardner Cole, Peter Rafelson                                                | Madonna, P. Leonard             | 3:49 |
| 14. | »Borderline«                                    | Reggie Lucas                                                                         | Reggie Lucas                    | 4:00 |
| 15. | »Secret«                                        | Madonna, Dallas Austin                                                               | Madonna, Dallas Austin          | 4:28 |
| 16. | »Erotica«                                       | Madonna, S. Pettibone, Anthony Shimkin                                               | Madonna, S. Pettibone           | 4:30 |
| 17. | »Justify My Love«                               | Lenny Kravitz, Ingrid Chavez, Madonna                                                | Lenny Kravitz                   | 4:54 |
| 18. | »Revolver« (ft. Lil Wayne)                      | Madonna, Carlos Battey, Steven Battey, Dwayne Carter, Justin Franks, Brandon Kitchen | Madonna, Frank E                | 3:40 |

| CD2     | CD2                  | CD2                                         | CD2                             | CD2      | CD2 | CD2 | CD2 | CD2 | CD2 |
| Br.     | Skladba              | Tekstopisac                                 | Producent(i)                    | Trajanje |     |     |     |     |     |
| ------- | -------------------- | ------------------------------------------- | ------------------------------- | -------- | --- | --- | --- | --- | --- |
| 1.      | »Dress You Up«       | Andrea LaRusso, Peggy Stanziale             | N. Rodgers                      | 4:02     |     |     |     |     |     |
| 2.      | »Material Girl«      | Peter Brown, Robert Rans                    | N. Rodgers                      | 4:00     |     |     |     |     |     |
| 3.      | »La Isla Bonita«     | Madonna, P. Leonard, Bruce Gaitsch          | Madonna, P. Leonard             | 4:04     |     |     |     |     |     |
| 4.      | »Papa Don't Preach«  | Brian Elliot, Madonna                       | Madonna, S. Bray                | 4:30     |     |     |     |     |     |
| 5.      | »Lucky Star«         | Madonna                                     | Reggie Lucas                    | 3:39     |     |     |     |     |     |
| 6.      | »Burning Up«         | Madonna                                     | R. Lucas                        | 3:45     |     |     |     |     |     |
| 7.      | »Crazy for You«      | John Bettis, Jon Lind                       | John Benitez                    | 3:44     |     |     |     |     |     |
| 8.      | »Who's That Girl«    | Madonna, P. Leonard                         | Madonna, P. Leonard             | 4:00     |     |     |     |     |     |
| 9.      | »Frozen«             | Madonna, P. Leonard                         | Madonna, W., P. Leonard         | 6:19     |     |     |     |     |     |
| 10.     | »Miles Away«         | Madonna, Timbaland, J. Timberlake, N. Hills | Timbaland, J. Timberlake, Danja | 3:45     |     |     |     |     |     |
| 11.     | »Take a Bow«         | Babyface, Madonna                           | Babyface, Madonna               | 5:20     |     |     |     |     |     |
| 12.     | »Live to Tell«       | Madonna, P. Leonard                         | Madonna, P. Leonard             | 5:51     |     |     |     |     |     |
| 13.     | »Beautiful Stranger« | Madonna, W. Orbit                           | Madonna, W. Orbit               | 4:22     |     |     |     |     |     |
| 14.     | »Hollywood«          | Madonna, M. Ahmadzaï                        | Madonna, M. Ahmadzaï            | 4:24     |     |     |     |     |     |
| 15.     | »Die Another Day«    | Madonna, M. Ahmadzaï                        | Madonna, M. Ahmadzaï            | 4:37     |     |     |     |     |     |
| 16.     | »Don't Tell Me«      | Madonna, M. Ahmadzai, Joe Henry             | Madonna, M. Ahmadzai            | 4:12     |     |     |     |     |     |
| 17.     | »Cherish«            | Madonna, P. Leonard                         | Madonna, P. Leonard             | 3:52     |     |     |     |     |     |
| 18.     | »Celebration«        | Madonna, P. Oakenfold, I. Green, C. Gribbin | Madonna, P. Oakenfold           | 3:34     |     |     |     |     |     |
| 2:37:25 |                      |                                             |                                 |          |     |     |     |     |     |

### Standardno izdanje
| 1.    | »Hung Up«                                       | Madonna, Stuart Price, Benny Andersson, Björn Ulvaeus               | Madonna, S. Price               | 5:38 |
| 2.    | »Music«                                         | Madonna, Mirwais Ahmadzaï                                           | Madonna, M. Ahmadzaï            | 3:46 |
| 3.    | »Vogue«                                         | Madonna, Shep Pettibone                                             | Madonna, S. Pettibone           | 5:16 |
| 4.    | »4 Minutes« (ft. Justin Timberlake & Timbaland) | Madonna, Timbaland, Justin Timberlake, Danja                        | Timbaland, J. Timberlake, Danja | 3:09 |
| 5.    | »Holiday«                                       | Curtis Hudson, Lisa Stevens                                         | John Benitez                    | 6:08 |
| 6.    | »Like a Virgin«                                 | Tom Kelly, Billy Steinberg                                          | Nile Rodgers                    | 3:10 |
| 7.    | »Into the Groove«                               |                                                                     | Madonna, S. Bray                | 4:45 |
| 8.    | »Like a Prayer«                                 | Madonna, Patrick Leonard                                            | Madonna, P. Leonard             | 5:42 |
| 9.    | »Ray of Light«                                  | Madonna, William Orbit, Clive Muldoon, Dave Curtis, Christine Leach | Madonna, W. Orbit               | 4:34 |
| 10.   | »La Isla Bonita«                                | Madonna, P. Leonard, Bruce Gaitsch                                  | Madonna, P. Leonard             | 4:03 |
| 11.   | »Frozen«                                        | Madonna, P. Leonard                                                 | Madonna, W. Orbit, P. Leonard   | 5:09 |
| 12.   | »Material Girl«                                 | Peter Brown, Robert Rans                                            | N. Rodgers                      | 4:00 |
| 13.   | »Papa Don't Preach«                             | Brian Elliot, Madonna                                               | Madonna, S. Bray                | 4:30 |
| 14.   | »Lucky Star«                                    | Madonna                                                             | Reggie Lucas                    | 3:39 |
| 15.   | »Express Yourself«                              | Madonna, S. Bray                                                    | Madonna, S. Bray                | 4:00 |
| 16.   | »Open Your Heart«                               | Madonna, Gardner Cole, Peter Rafelson                               | Madonna, P. Leonard             | 3:50 |
| 17.   | »Dress You Up«                                  | Andrea LaRusso, Peggy Stanziale                                     | N. Rodgers                      | 4:02 |
| 18.   | »Celebration«                                   | Madonna, Paul Oakenfold, Ian Green, Ciaran Gribbin                  | Madonna, P. Oakenfold           | 3:35 |
| 78:50 |                                                 |                                                                     |                                 |      |

### Bonus pjesme
| 19. | »Celebration« (Benny Benassi Remix Edit) | Madonna, P. Oakenfold, I. Green, C. Gribbin | Madonna, P. Oakenfold | 4:00 |

| 19. | »Celebration« (Benny Benassi Remix Edit) | Madonna, P. Oakenfold, I. Green, C. Gribbin | Madonna, P. Oakenfold                | 4:00 |
| 20. | »It's So Cool«                           | Madonna, M. Ahmadzaï, Monte Pittman         | Madonna, M. Ahmadzaï, Paul Oakenfold | 3:27 |

### Digitalna Premium verzija
Ovo izdanje se sastoji od 2 dijela:
- Audio s 38 pjesmama kao na dvostrukom CD-u i digitalnoj Deluxe verziji
- DVD s 30 glazbenih spotova ("Lucky Star", "Borderline", "Like a Virgin", "Material Girl", "Crazy For You", "Papa Don't Preach", "Open Your Heart", "La Isla Bonita", "Like a Prayer", "Express Yourself", "Cherish", "Vogue", "Justify My Love", "Erotica", "Rain", "Take a Bow", "You'll See", "Frozen", "Ray of Light", "The Power of Good-Bye", "Music", "Don't Tell Me", "What It Feels Like for a Girl", "Hung Up", "Sorry", "Get Together", "Jump", "4 Minutes", "Give It 2 Me", "Celebration")

## Formati
- CD — 18 pjesama[17]
- Dvostruki CD — 36 pjesama[18]
- Digitalni download — 18 pjesama
- Digitalna Deluxe verzija — 37 pjesama (uključuje obradu "Celebration")
- Digitalno Premium izdanje — 68 pjesama, od toga 38 audio pjesama (uključuje bonus pjesmu: "It's So Cool" i obradu "Celebration") i 30 glazbenih videa
- DVD — 47 glazbenih videa na dvostrukom DVD-u[19]

## Album na ljestvicama
| Država                 | Pozicija |
| ---------------------- | -------- |
| Argentina              | 2        |
| Australija             | 6        |
| Austrija               | 4        |
| Belgija (Flandrija)    | 1        |
| Belgija (Valonija)     | 2        |
| Češka                  | 1        |
| Danska                 | 1        |
| Europa                 | 1        |
| Finska                 | 2        |
| Francuska              | 1        |
| Irska                  | 1        |
| Italija                | 1        |
| Japan                  | 3        |
| Kanada                 | 1        |
| Mađarska               | 2        |
| Meksiko                | 1        |
| Nizozemska             | 2        |
| Norveška               | 3        |
| Novi Zeland            | 2        |
| Njemačka               | 1        |
| Poljska                | 3        |
| Portugal               | 2        |
| Španjolska             | 2        |
| Švedska                | 2        |
| Švicarska              | 3        |
| Ujedinjeno Kraljevstvo | 1        |
| US Billboard 200       | 7        |

| Država                | Certifikacija |
| --------------------- | ------------- |
| Argentina             | Zlatna        |
| Australija            | Zlatna        |
| Belgija               | Platinasta    |
| Brazil                | 2× Platinasta |
| Danska                | Platinasta    |
| Europa                | Platinasta    |
| Finska                | Platinasta    |
| Francuska             | Platinasta    |
| Irska                 | Platinasta    |
| Italija               | 2× Platinasta |
| Japan                 | Zlatna        |
| Meksiko               | Platinasta    |
| Novi Zeland           | Zlatna        |
| Njemačka              | Platinasta    |
| Poljska               | Platinasta    |
| Portugal              | Zlatna        |
| Rusija                | Platinasta    |
| Srednji istok         | Platinasta    |
| Španjolska            | Zlatna        |
| Švedska               | Platinasta    |
| Švicarska             | Zlatna        |
| Ujedinjno Kraljevstvo | Platinasta    |
| Sjedinjene Države     | Zlatna        |

### Godišnja ljestvica
| Ljestvica (2009)       | Pozicija |
| ---------------------- | -------- |
| Meksiko                | 30       |
| Ujedinjeno Kraljevstvo | 40       |
| Ljestvica (2010)       | Pozicija |
| Europa                 | 99       |

### Singlovi
| 2009                                             | "Celebration"              | 71 | 1 | 40 | 8 | 5  | 2  | 5 | 1  | 4 | 3   | — |
| 2009                                             | "Revolver" (ft. Lil Wayne) | —  | 4 | —  | — | 47 | 25 | — | 16 | — | 130 | — |
| "—" nije se pojavilo na ljestvici ili nije izdan |                            |    |   |    |   |    |    |   |    |   |     |   |

## Album u Hrvatskoj
| Pozicija | 1 | 1 | 2 | 5 | 1 | 6 | 8 | 5 | 40 | 29 | x | 23 | x | 33 | x | x | 38 | 23 |

| Pozicija | 1 | 2 | 4 | 25 | 6 | 25 | 25 | 21 | x |

## Nagrade
Grammy
| Godina | Pjesma        | Nagrada                | Ishod     |
| ------ | ------------- | ---------------------- | --------- |
| 2010.  | "Celebration" | Najbolja dance izdanje | nominiran |
| 2011.  | "Revolver"    | Najbolja obrada pjesme | osvojen   |

## Datum izdavanja
| Država                             | Datum              |
| ---------------------------------- | ------------------ |
| Standardna verzija, Deluxe verzija |                    |
| Italija                            | 18. rujna 2009.    |
| Hrvatska                           | 18. rujna 2009.    |
| Njemačka                           | 18. rujna 2009.    |
| Australija                         | 18. rujna 2009.    |
| Meksiko                            | 18. rujna 2009.    |
| Portugal                           | 21. rujna 2009.    |
| Ujedinjeno Kraljevstvo             | 21. rujna 2009.    |
| Brazil                             | 21. rujna 2009.    |
| Finska                             | 23. rujna 2009.    |
| Sjedinjene Države                  | 29. rujna 2009.    |
| DVD verzija                        |                    |
| Brazil                             | 21. rujna 2009.    |
| Njemačka                           | 25. rujna 2009.    |
| Australija                         | 28. rujna 2009.    |
| Portugal                           | 28. rujna 2009.    |
| Sjedinjene Države                  | 29. rujna 2009.    |
| Turska                             | 5. listopada 2009. |
| Meksiko                            | 8. listopada 2009. |